# Свебодзінський повіт
Свебодзінський повіт (пол. powiat świebodziński) — один з 12 земських повітів Любуського воєводства Польщі.
Утворений 1 січня 1999 року в результаті адміністративної реформи.

## Географія
Річки: Олобок.

## Загальні дані
Повіт знаходиться у східній та центральній частині воєводства.
Адміністративний центр — місто Свебодзін.
Станом на 1.01.2008 населення становить 56 094 осіб, площа 936,57 км².
На терени повіту були депортовані 1156 українців з українських етнічних територій у 1947 році (т. з. акція «Вісла»).

## Демографія
Демографічні дані повіту станом на 30.06.2005:
|       | Всього | Всього | Жінки  | Жінки | Чоловіки | Чоловіки |
| ----- | ------ | ------ | ------ | ----- | -------- | -------- |
|       | осіб   | %      | осіб   | %     | осіб     | %        |
| Повіт | 56 165 | 100    | 28 785 | 51,3  | 27 380   | 48,7     |
| Міста | 26 869 | 100    | 14 020 | 52,2  | 12 849   | 47,8     |
| Села  | 29 296 | 100    | 14 765 | 50,4  | 14 531   | 49,6     |